# アルカディア号 (高速バス)
アルカディア号（あるかでぃあごう、英称:The Arcadia）は、かつて大阪府大阪市と山形県山形市を結んでいた夜行高速バスである。以下に運行終了（2022年11月1日）時点における情報を示す。

## 概要
大阪府と山形県をダイレクトに結ぶ夜行高速バスであった。愛称はイギリスの紀行作家、イザベラ・バードが「日本奥地紀行」において、山形県置賜地方を「東洋のアルカディア」と呼んだことに由来する。

## 運行会社
- 山交バス（山形営業所）
- 近鉄バス（八尾営業所）

## 運行経路
ユニバーサル・スタジオ・ジャパン（USJ）←近鉄なんば駅（大阪シティエアターミナルOCATビル） - 大阪駅前（東梅田） - （豊中IC） - 名神茨木IC - 名神高槻 - 名神大山崎 - （京都南IC） - 京都駅八条口 - （京都東IC） - <名神高速道路 - 北陸道 - 日本海東北道> - （荒川胎内IC） - <国道113号> - 南陽市役所前 - <国道13号> - 高松葉山温泉 - 山交ビルバスターミナル※ - 山形駅前※
※ユニバーサル・スタジオ・ジャパン (USJ) は山形発のみ停車（降車のみ）。
※往復とも山交ビルバスターミナル→山形駅前の順に停車。
※途中休憩は山形行は賤ヶ岳SA、大阪行は道の駅関川で各10分（それ以外の箇所での停車は乗務員交代、車両点検のみ）。

## 歴史
- 2002年（平成14年）3月20日 - 運行開始。
- 2004年（平成16年）12月22日 - ユニバーサル・スタジオ・ジャパン (USJ) への乗り入れを廃止し、大阪駅前に乗り入れ開始。
- 2006年（平成18年）
  - 7月1日 - 山交バス赤湯待合所廃止に伴い赤湯待合所停留所廃止、南陽市役所停留所へ移転・新設。
  - 11月27日 - 原油価格高騰を理由に運賃を値上げ。
- 2007年（平成19年）10月1日 - 高松葉山温泉停留所新設。
- 2011年（平成23年）2月1日 - この日より同年3月14日出発便までの期間限定で、学割運賃を設定（片道9,000円）。
- 2017年（平成29年）3月3日 - ユニバーサル・スタジオ・ジャパン (USJ) への延伸開始（運行再開）[1][2]、大阪あべの橋（あべの橋バスステーション）バス停を廃止。
- 2019年（令和元年）12月1日 - 予約開始日を2ヶ月前からに変更。運賃改定[3][4]。
- 2020年（令和2年）
  - 4月6日 - 新型コロナウイルスの影響により、この日の出発便より同年5月7日出発便まで（のち「当面の間」に延長）運休[5][6]。
  - 7月23日 - この日の出発便より運行を再開。
  - 8月18日 - この日の出発便より運休[7]。
- 2022年（令和4年）
  - 4月28日 - この日の出発便より、同年5月7日出発便までの期間限定で運行を再開[8]。
  - 11月1日 - この日をもって運行を終了すると発表された[9][10]。

## 車両
ハイデッカー、3列独立シート、28人乗り、トイレ、ドリンク、フットレスト、レッグレスト。

## 利用状況
| 年度               | 運行日数 | 運行便数 | 年間輸送人員 | 1日平均人員 | 1便平均人員 |
| ------------------ | -------- | -------- | ------------ | ----------- | ----------- |
| 2002（平成14）年度 | 365      | 751      | 11,639       | 31.9        | 15.5        |
| 2003（平成15）年度 | 366      | 797      | 13,768       | 37.6        | 17.3        |
| 2004（平成16）年度 | 365      | 810      | 15,456       | 42.3        | 19.1        |
| 2005（平成17）年度 | 365      | 809      | 14,884       | 40.8        | 18.4        |
| 2006（平成18）年度 | 365      | 789      | 15,339       | 42.0        | 19.4        |
| 2007（平成19）年度 | 366      | 811      | 14,363       | 39.2        | 17.7        |